# 冰島—巴勒斯坦關係
冰島－巴勒斯坦關係，是指冰島與巴勒斯坦國兩國之間的關係。冰島是第一個承認巴勒斯坦獨立的北歐國家。雙方已建立全面外交關係，冰島在自國首都雷克雅維克的外交部本部設有負責巴勒斯坦事務的非駐地大使，而巴勒斯坦駐挪威大使館則兼轄冰島事務。

## 歷史
自1987年以來，冰島就存在「冰島-巴勒斯坦協會」這一非政府組織。該協會的宗旨是「支持巴勒斯坦人對（以色列）占領行為的抗爭以及難民返歸故里的權利」。1989年5月18日，冰島議會決議認同該協會的意願，包括以色列存在的權利和巴勒斯坦人的立國主張。
2008年，冰島從伊拉克的阿瓦里德難民營收到29名巴勒斯坦難民，此舉引起了一些冰島政治人物的負面反應，冰島文學教育家Bergljót Soffía Kristjánsdóttir認為這反映了冰島的仇外心理日益嚴重。
2011年11月29日，冰島議會通過決議，授權政府正式承認以「綠線（又稱1967年邊界）」為界的巴勒斯坦國。決議在沒有反對票以及幾張反對黨議員投下的棄權票下通過。2011年12月15日，冰島外交部長正式宣布冰島承認巴勒斯坦國。巴勒斯坦外交部長里亞德·阿-馬里奇親自去訪問冰島並接受外交照會，他指出，冰島對巴勒斯坦的承認是具重要意義的，因為那是巴勒斯坦首次被西歐和北歐國家承認。

## 冰島抵制以色列貨事件
2015年9月15日，雷克雅未克市政委員會提出投票決定是否在市政採購中抵制以色列產品，有成員稱，抵制以色列產品是一個像徵性的舉動，表明冰島首都支持巴勒斯坦建國，並譴責以色列的「種族隔離政策」。以色列外交部對此舉動作出譴責，並回應說：「從雷克雅未克市委員會大樓噴出一座仇恨的火山。」有以色列政府官員反問抵制行動是否包括以色列國內佔20％的阿拉伯人所製造的產品。
數天後，雷克雅未克市市長艾格森宣布市政委員會已經撤銷了該決定。埃格爾森認為，抵制決議得到如此多的批評，是因為案文描述得不清晰。市議會沒有清楚說明哪些產品將會被抵制以及如何被抵制，且該決議似乎要將市區範圍內的以色列產品消滅。艾格森解釋說，市議會沒有這樣做的權力，而抵制行動只會影響市政府的採購活動。冰島總理布亞尼·本尼迪克特松對雷克雅未克市政委員會作出批評，他稱投票抵制以色列產品一事「荒謬」，又說這損害了國家的聲譽和商業利益。